# شیرین‌برگ (سرده)
شیرین‌برگ یا استیویا (نام علمی: Stevia) نام یک سرده از زیرخانواده کاسنیان آستروئیده است.